# غلامعلی مکتبی
غلامعلی مکتبی (زادهٔ ۳ اردیبهشت ۱۳۱۳ در اهواز – درگذشتهٔ ١٨ اردیبهشت ١۴٠۴) تصویرگر کتاب کودک ایرانی بود. او اهل ایران بود 

## زندگی‌نامه
غلامعلی مکتبی در سال ۱۳۱۳ در اهواز متولد شد. او تصویرگر کتاب‌های کودکان است که پس از پایان دوره دبیرستان، برای ادامه تحصیل به تهران آمد و به دانشکده هنرهای زیبا رفت. او از آموزش استادانی همچون علی‌محمد حیدریان، جواد حمیدی و جوادی‌پور بهره گرفت و با دنیای نقاشی آشنا شد. مکتبی تصویرگری کتاب کودک را در انتشارات فرانکلین آغاز کرد. پس از گذراندن دوره کامل نقاشی در دانشکده هنرهای زیبای تهران، به عنوان دانشجوی ممتاز برای ادامه تحصیل در رشته نقاشی به فرانسه رفت و ۶ سال در بوزار پاریس زیر نظر استادانی همچون "ژان سووربی" و "روژه شاستل" فرا گرفتن هنر نقاشی را ادامه داد. تصویرگری کتاب‌های: "حسنی تو شهر قصه"، "حسنی نگو یه دسته گل"، "آقا باهوش"، "پسته دهان بسته"، "آسمان دریا شد"، " آس‍م‍ان ه‍ن‍وز آب‍ی اس‍ت"، "اب‍ل‍ق‌"، "اب‍ن‌س‍ی‍ن‍ا"، "از س‍ادگ‍ی ت‍ا تأث‍ی‍رگ‍ذاری طرح‌ها و رنگ ها"، "از ه‍م‍ه ب‍ه‍ت‍ر م‍ام‍ان من‍ه"، "ب‍اب‍ای م‍ن ق‍ش‍ن‍گ اس‍ت"، "ب‍ازی اب‍ر و ب‍اد"، "ب‍اغ ف‍رش‍ت‍ه‌ه‍ا"، "ب‍زغ‍ال‍ه خ‍ان‍م‌"، "ب‍ل‍ب‍ل ن‍وک طلا و ب‍اغ آرزوه‍اً و " پ‍س ک‍ی ب‍رف م‍ی‌ب‍ارد؟" کار اوست. مکتبی بر تصویرگری کتاب‌های آموزشی ایران در سه مرحله: سال ۱۳۳۶ تا ۱۳۴۶ و از سال ۱۳۵۷ تا ۱۳۸۰ نظارت داشته‌است. کارشناس راهنمای گروه تصویرگری دوره جدید کتاب‌های درسی از دیگر فعالیت‌هایی است که در کارنامه هنری مکتبی دیده می‌شود. کتابی چون حسنی که مکتبی تصویرگری آن را بر عهده داشت از نخستین تلاش‌ها در ایران برای بازنویسی داستان‌های فولکلور ایرانی برای کودکان بود. مکتبی در کنار نقاشانی چون پرویز کلانتری از پیشگامان تصویرگری کتاب‌های درسی در ایران است. مراسم تکریمی توسط بنیاد نخبگان استان تهران در سال ۱۳۹۶ با حضور جمعی از هنرمندان، دانشجویان و استعدادهای برتر برگزار شد.

## سوابق
- تدریس نقاشی و تصویرگری در دانشگاه‌های تهران
- همکاری با انتشارات فرانکلین و سازمان کتاب‌های درسی
- کارشناس تصویرگری در سازمان پژوهش و برنامه‌ریزی آموزشی کتاب‌های درسی
- تصویرگری در نشریات پیک و رشد کودک، نوآموز، دانش‌آموز، نوجوان و جوان،
- نقاشی و تصویرگری نزدیک به ۵۰ کتاب برای کودکان و نوجوانان، شعر و داستان
- داوری چندین جشنواره داخلی تصویرگری[۱۲]

## جوایز
- دیپلم افتخار از دوسالانه تصویرگری براتیسلاوا (BIB)
- لوح تقدیر ویژه چهارمین جشنواره کتاب کودک و نوجوان
- جایزه بهترین تصویرگری کتاب کودک پنجمین جشنواره مطبوعات کودک و نوجوان
- جایزه بهترین کتاب هفتمین جشنواره کتاب کودک و نوجوان
- لوح تقدیر نمایشگاه تصویرگری براتیسلاوا (۲۰۰۳)
- تقدیر انجمن تصویرگران کتاب کودک
- تقدیر شهرداری تهران برای فعالیت در حوزه کودک و نوجوان
- جایزه ویژه هیئت داوران ششمین دوسالانه تصویرگری تهران[۱۳]